# Перрен, Диего
Дие́го Перре́н (нем. Diego Perren; род. 10 января 1965, Церматт, Вале) — швейцарский кёрлингист, первый в составе команды Швейцарии, чемпионов зимних Олимпийских игр 1998.

## Достижения
- Зимние Олимпийские игры: золото (1998).
- Чемпионат мира по кёрлингу среди мужчин: бронза (1996, 1999).
- Чемпионат Швейцарии по кёрлингу среди мужчин: золото (1996, 1999, 2001).

## Команды
| Сезон   | Четвёртый       | Третий         | Второй           | Первый       | Запасной                                                 | Турниры                             |
| ------- | --------------- | -------------- | ---------------- | ------------ | -------------------------------------------------------- | ----------------------------------- |
| 1983    | Raoul Perren    | Donat Perren   | Диего Перрен     | Peto Biner   |                                                          | ЧМЮ 1983 (6 место)                  |
| 1995—96 | Патрик Хюрлиман | Патрик Лёртшер | Даниэль Гуткнехт | Диего Перрен | Штефан Кайзер                                            | ЧМ 1996                             |
| 1996—97 | Маркус Эгглер   | Доминик Андрес | Мартин Романг    | Диего Перрен |                                                          |                                     |
| 1996—97 | Патрик Хюрлиман | Патрик Лёртшер | Даниель Мюллер   | Диего Перрен |                                                          |                                     |
| 1997—98 | Патрик Хюрлиман | Патрик Лёртшер | Даниель Мюллер   | Диего Перрен | Доминик Андрес тренеры: Штефан Кайзер, Фредерик Жан (ЧЕ) | ЧЕ 1997 (5 место) · ЗОИ 1998        |
| 1998—99 | Патрик Хюрлиман | Доминик Андрес | Мартин Романг    | Диего Перрен | Патрик Лёртшер тренер: Штефан Кайзер                     | ЧМ 1999                             |
| 1999—00 | Патрик Хюрлиман | Доминик Андрес | Мартин Романг    | Диего Перрен | Патрик Лёртшер тренер: Штефан Кайзер                     | ЧЕ 1999 (4 место) ЧМ 2000 (6 место) |
| 2000—01 | Патрик Хюрлиман | Доминик Андрес | Мартин Романг    | Диего Перрен |                                                          |                                     |
| 2001—02 | Патрик Хюрлиман | Доминик Андрес | Мартин Романг    | Диего Перрен | Патрик Лёртшер тренер: Штефан Кайзер                     | ЧМ 2002 (5 место)                   |

(скипы выделены полужирным шрифтом